# ジンナー廟
座標: 北緯24度52分31秒 東経67度02分28秒 / 北緯24.875331度 東経67.040977度

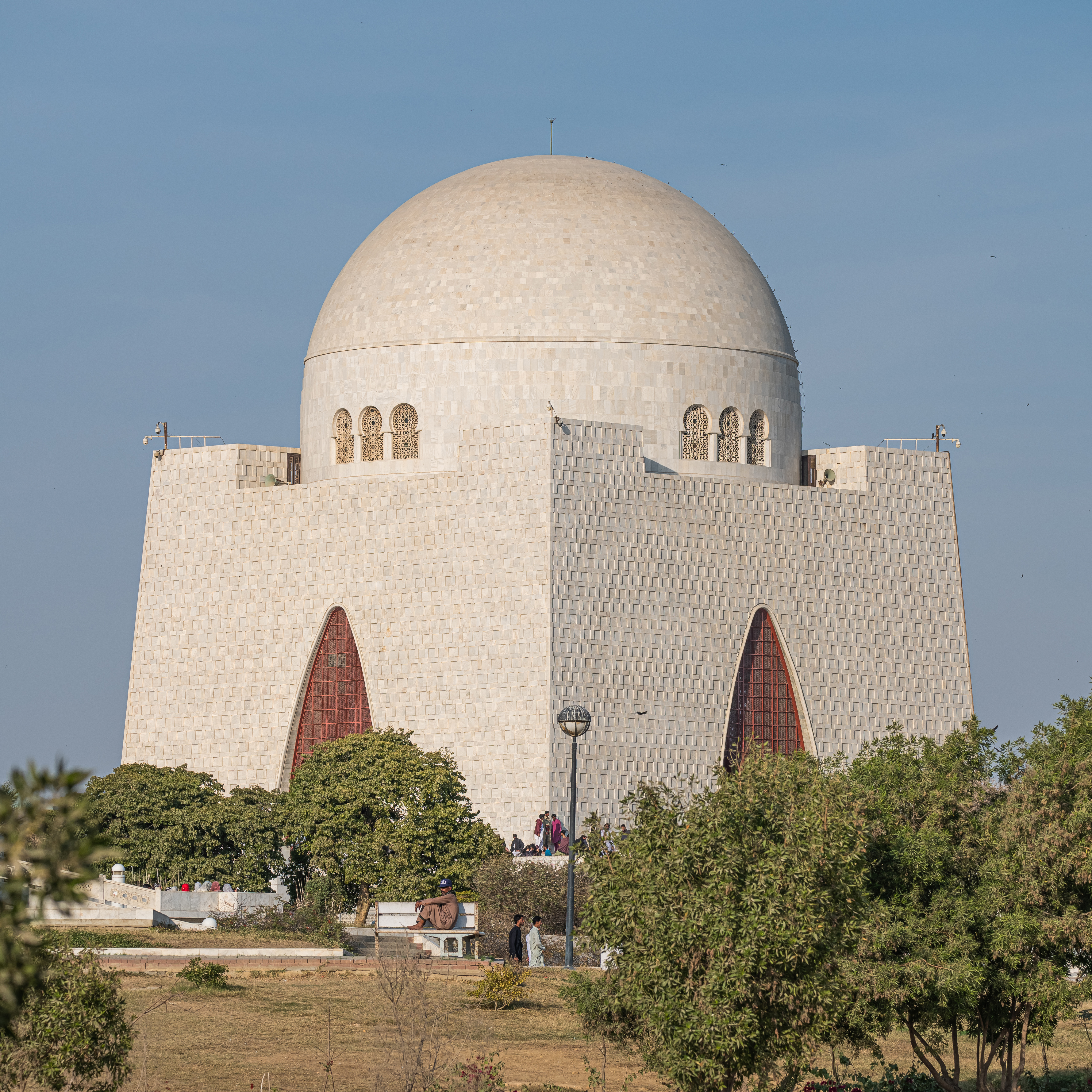
カラチにあるジンナー廟（コモンズより）

ジンナー廟（ウルドゥー語: مزار قائد ［Mazar-e-Quaid ／マザーレ・カーイド］）は、パキスタンの創立者、ムハンマド・アリー・ジンナーの霊廟。
1960年代にカラチの中心部に建立された。